# رله بازبست

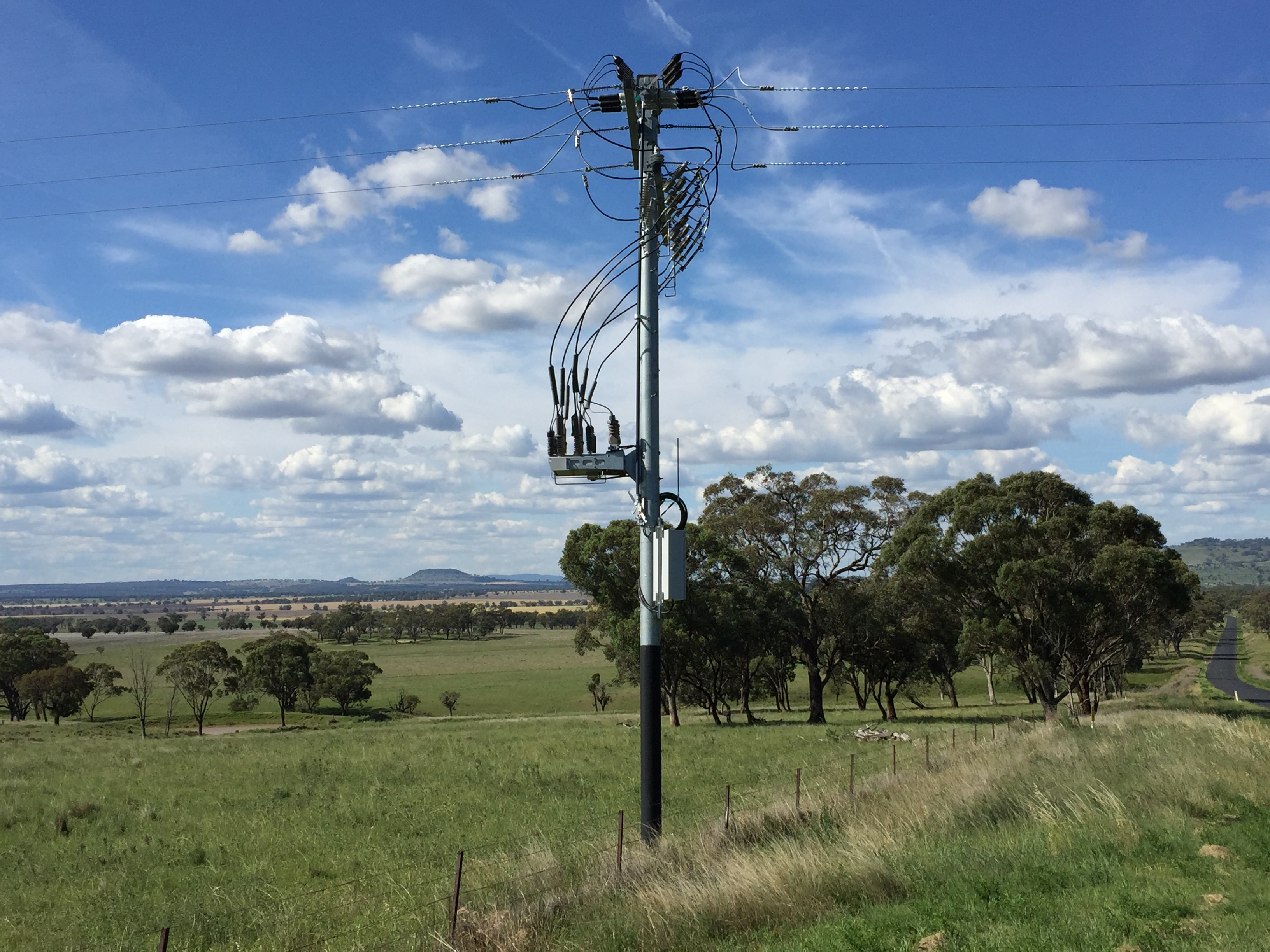
یک کلید بازبست نصب شده روی تیر برق

رله بازبست  یا اتو رکلوزر (به انگلیسی: Recloser) رله‌ای است که برای پیشگیری از بی برقی سیستم قدرت به هنگام خطاهای گذرا در خطوط توزیع هوایی گذاشته می‌شود. بدین روش، این رله پس از گذشت زمان از پیش گذاشته شده‌ای، کلید را دوباره می‌بندد.

## نیاز به رله بازبست
درخطوط هوایی همیشه در پی برخورد دو سیم به هم یا سیم به زمین، اتصال کوتاه پدید نمی‌آید بلکه عامل بیشتر اتصال‌ها در پی جرقه قوس الکتریکی است. این قوس می‌تواند بین سیم و زمین در درازای مقره یا بین دو سیم زده شود و جرقه کمابیش به علت نا مساعد بودن هوا که دارای برف و مه و توفان یا در پی افزایش ولتاژ شبکه که دارای آذرخش یا بازبست می‌باشد در کلید پدید می‌آید، چنین جرقه‌هایی اغلب در مدت زمان کوتاهی از بین رفته و خاموش می‌شود. برای پایداری شبکه از یک نوع کلید در خطوط فشار متوسط از ۲۰ کیلو ولت به بالا و بیشتر در شبکه‌های هوایی بهره گرفته می‌شود چرا که بیشتر اتصالی‌ها در شبکه هوایی رخ می‌دهد.

## علل اتصال کوتاه گذرا
علل اتصال کوتاه گذرا عبارت اند از:
1. پرنده
2. برخورد شاخه درخت به سیم
3. در پی باد یا طوفان